# Dance Dance Revolution Hottest Party 3
Dance Dance Revolution Hottest Party 3 es un juego de baile basado en el ritmo para Nintendo Wii. Es un videojuego lanzado por Konami en 2009. El juego se puede jugar usando una pista de baile, el mando clásico o la combinación de Wii Remote y Nunchuck. Tiene dos juegos que lo preceden: Dance Dance Revolution Hottest Party y Dance Dance Revolution Hottest Party 2.

## Jugabilidad
La jugabilidad permanece relativamente inalterada respecto al juego original. Los nuevos modos en Dance Dance Revolution Hottest Party 3 incluyen los modos Tournament Mode, Relaxed Mode, DDR School, Hypermove Mode y Wii Balance Board. Los modos de retorno incluyen el modo de reproducción libre y el modo de entrenamiento. Los modos caídos incluyen el modo "Circuito de ranura/Arena". Ha sido reemplazado por el modo Torneo. El uso de marcadores de mano se ha eliminado del modo de juego libre. Todavía existen en los modos DDR School y Hypermove, pero se llaman Marcadores de punzón.

### Flechas
En el juego, la sincronización de flecha se califica basado en un sistema con Maravilloso, Perfecto, Grande, Bueno, Casi, y Señorita. Si se pisa cuatro flechas consecutivamente con una puntuación "Grande" o superior, se inicia un combo. Si se alcanza un combo completo, al final de una canción aparecerá el mensaje "Full Combo Finished".

### Trucos
A diferencia de los dos juegos que preceden a éste, los trucos deben estar desbloqueados para ser usados en el juego. Nuevos trucos nuevos incluyen la Flecha Súbita, el Minimizador y Normalizador y las Flechas Diagonales.

## Música
Las canciones en rojo son "canciones de jefes". Las canciones con candados al lado están bloqueadas hasta que se cumplen ciertas condiciones en el juego, y las canciones con una claqueta al lado tienen videos musicales.
| Dance Dance Revolution Hottest Party 3 soundtrack | Dance Dance Revolution Hottest Party 3 soundtrack | Dance Dance Revolution Hottest Party 3 soundtrack |
|                                                   | Canción                                           | Artista                                           |
| ------------------------------------------------- | ------------------------------------------------- | ------------------------------------------------- |
|                                                   | Bonafied Lovin'                                   | Chromeo                                           |
|                                                   | Boogie Wonderland                                 | Earth, Wind & Fire                                |
|                                                   | Closer                                            | Ne-Yo                                             |
|                                                   | Daft Punk Is Playing at My House                  | LCD Soundsystem                                   |
|                                                   | Detroit Rock City                                 | Kiss                                              |
|                                                   | Disturbia                                         | Rihanna                                           |
|                                                   | Do You Know (The Ping Pong Song)                  | Enrique Iglesias                                  |
|                                                   | Dream On Dreamer                                  | The Brand New Heavies                             |
|                                                   | Enjoy the Silence                                 | Depeche Mode                                      |
|                                                   | Feel Good Inc.                                    | Gorillaz                                          |
|                                                   | Good Times                                        | Chic                                              |
|                                                   | Hungry Like The Wolf                              | Duran Duran                                       |
|                                                   | I Know You Want Me (Calle Ocho)                   | Pitbull                                           |
|                                                   | I'm Coming Out                                    | Diana Ross                                        |
|                                                   | Ice Ice Baby                                      | Vanilla Ice                                       |
|                                                   | Just Dance                                        | Lady Gaga                                         |
|                                                   | La Camisa Negra                                   | Juanes                                            |
|                                                   | Let's Get It Started                              | The Black Eyed Peas                               |
|                                                   | My Prerogative                                    | Bobby Brown                                       |
|                                                   | Never Gonna Give You Up                           | Rick Astley                                       |
|                                                   | One Step At A Time                                | Jordin Sparks                                     |
|                                                   | Pocketful Of Sunshine                             | Natasha Bedingfield                               |
|                                                   | Pork and Beans                                    | Weezer                                            |
|                                                   | Praise You                                        | Fatboy Slim                                       |
|                                                   | So What                                           | Pink                                              |
|                                                   | South Side                                        | Moby                                              |
|                                                   | The Space Dance                                   | Danny Tenaglia                                    |
|                                                   | Viva La Vida                                      | Coldplay                                          |
|                                                   | When I Grow Up                                    | Pussycat Dolls                                    |
|                                                   | You Got It (The Right Stuff)                      | New Kids On The Block                             |
|                                                   | Lesson by DJ                                      | U.T.D & Friends                                   |
|                                                   | Lesson2 by DJ                                     | MC DDR                                            |
|                                                   | Lesson3 by DJ                                     | Dr. DDR                                           |
|                                                   | A Brighter Day                                    | Naoki feat. Aleisha G                             |
|                                                   | Be With You (Still Miss you)                      | nc ft.Eddie Kay                                   |
|                                                   | Brilliant 2U                                      | NAOKI                                             |
|                                                   | CELEBRATE NIGHT                                   | NAOKI                                             |
|                                                   | Crazy Control                                     | D-crew with VAL TIATIA                            |
|                                                   | DYNAMITE RAVE                                     | NAOKI                                             |
|                                                   | Freeze                                            | nc ft. NRG Factory                                |
|                                                   | Gotta Dance                                       | NAOKI feat. Aleisha G                             |
|                                                   | Heatstroke                                        | TAG feat. Angie Lee                               |
|                                                   | Keep on movin'                                    | NM                                                |
|                                                   | La libertad                                       | Cherryl Horrocks                                  |
|                                                   | La receta                                         | Carlos Coco Garcia                                |
|                                                   | Love Again                                        | NM feat. Mr. E.                                   |
|                                                   | Now’s The Time                                    | Brenda                                            |
|                                                   | PARADISE                                          | Lea Drop feat. McCall Clark                       |
|                                                   | Sacred Oath                                       | Terra                                             |
|                                                   | Shine                                             | TOMOSUKE feat. Adreana                            |
|                                                   | Taking It To The Sky                              | U1 feat. Tammy S. Hansen                          |
|                                                   | THIS NIGHT                                        | jun feat. Sonnet                                  |
|                                                   | TRUE♥LOVE (Clubstar's True Club Mix)              | jun feat. Schanita                                |
|                                                   | What Will Come Of Me                              | Black Rose Garden                                 |
|                                                   | You Are A Star                                    | NAOKI feat. Anna Kaelin                           |
|                                                   | HOTTEST PARTY                                     |                                                   |
|                                                   | HOTTEST PARTY 2                                   |                                                   |
|                                                   | KIMONO♥PRINCESS                                   | jun                                               |
|                                                   | Pluto The First                                   | WHITE WALL                                        |
|                                                   | roppongi EVOLVED                                  | TAG underground                                   |